# گلوریا لئونارد
گلوریا لئونارد (انگلیسی: Gloria Leonard؛ زاده۲۸ اوت ۱۹۴۰ - درگذشته۳ فوریه ۲۰۱۴) یک بازیگر پورنوگرافی اهل ایالات متحده آمریکا بود.